# Przygody Maxa Fridmana
Przygody Maxa Fridmana (tytuł oryginału: Le avventure di Max Fridman) – włoska seria komiksowa autorstwa Vittoria Giardina, publikowana od 1982 do 2008 przez wydawnictwa: Edizioni L'Isola Trovata (tom 1), Edizioni Milano Libri (tom 2) i Lizard Edizioni (tomy 3–5). Po polsku ukazuje się od 2022 nakładem wydawnictwa Kurc.

## Fabuła
Głównym bohaterem serii jest Max Fridman, Francuz żydowskiego pochodzenia, mieszkający w Genewie z byłą żoną Adą i córką Esther. W 1938, w obliczu zagrożenia II wojną światową, zostaje poproszony o powrót do służby we francuskim kontrwywiadzie. Jego misje szpiegowskie toczą się na Węgrzech, w Turcji, Grecji i Hiszpanii. W ich realizacji pomaga Fridmanowi jego osobowość: jest to postać atrakcyjna, inteligentna i kulturalna, która dyskretnie i skutecznie działa pod przykrywką dobrze prosperującego handlarza tytoniem.

## Tomy
| Tom | Wydanie polskie           | Wydanie oryginalne         |
| --- | ------------------------- | -------------------------- |
| 1   | Rapsodia węgierska (2022) | Rapsodia Ungherese (1982)  |
| 2   |                           | La Porta d'Oriente (1986)  |
| 3   |                           | No Pasaran vol. I (2000)   |
| 4   |                           | No Pasaran vol. II (2002)  |
| 5   |                           | No Pasaran vol. III (2008) |

## Odbiór
Przygody Maxa Fridmana zostały przetłumaczone na wiele języków i są dziś uważane za komiksowy klasyk. W 1982 za pierwszy tom Giardino zdobył nagrody: Yellow Kid Award na Międzynarodowych Targach Komiksu w Lukce i Prix Saint-Michel w Brukseli. W 2008 piąty tom został nominowany do Nagrody za najlepszy komiks na Międzynarodowym Festiwalu Komiksu w Angoulême.